# 莫雷
莫雷（Moreh），是印度曼尼普尔邦Chandel县的一个城镇。总人口14960（2001年）。

## 人口
该地2001年总人口14960人，其中男性7617人，女性7343人；0—6岁人口2333人，其中男1215人，女1118人；识字率51.10%，其中男性为55.05%，女性为47.01%。